# La Chevallerais
La Chevallerais är en kommun i departementet Loire-Atlantique i regionen Pays de la Loire i nordvästra Frankrike. Kommunen ligger i kantonen Nozay som tillhör arrondissementet Châteaubriant. År 2022 hade La Chevallerais 1 559 invånare.

## Befolkningsutveckling
Antalet invånare i kommunen La Chevallerais
| Referens: INSEE |